# Tigny-Noyelle
Tigny-Noyelle is een gemeente in het Franse departement Pas-de-Calais (regio Hauts-de-France) en telt 196 inwoners (1999). De plaats maakt deel uit van het arrondissement Montreuil.

## Geografie
De oppervlakte van Tigny-Noyelle bedraagt 6,8 km², de bevolkingsdichtheid is 28,8 inwoners per km².
De onderstaande kaart toont de ligging van Tigny-Noyelle met de belangrijkste infrastructuur en aangrenzende gemeenten.

## Demografie
Onderstaande figuur toont het verloop van het inwonertal (bron: INSEE-tellingen).